# Lad (Hongarije)
Lad is een plaats (község) en gemeente in het Hongaarse comitaat Somogy. Lad telt 684 inwoners (2001).